# Falando de Amor (álbum de Fernanda Brum)
Falando de Amor é uma coletânea da cantora Fernanda Brum, lançada em abril de 2010 pela gravadora MK Music.
O disco soma canções românticas lançadas pela cantora, incluindo suas participações inclusas em vários volumes das coletâneas Amo Você.

## Faixas
1. "Amar Você"
2. "Te Amaria Outra Vez"
3. "Nos Teus Olhos"
4. "Você Merece"
5. "O Que Diz Meu Coração"
6. "As Cores do Amor"
7. "Te Amar"
8. "Nunca Vou Dizer Adeus"
9. "Um Sorriso Igual ao Teu"
10. "Amada Minha"
11. "Um Coração Marcado Assim"
12. "Canção Para Minha Amiga"